# Berbinzana
Berbinzana, baszkul: Berbintzana, település Spanyolországban, Navarra autonóm közösségben. Berbinzana Miranda de Arga, Tafalla, Larraga és Lerín községekkel határos. Lakosainak száma 674 fő (2024).

## Népesség
A település népessége az elmúlt években az alábbi módon változott:
| Lakosok száma | 729  | 730  | 717  | 687  | 714  | 673  | 629  | 655  | 677  | 674  |
|               | 2001 | 2004 | 2006 | 2009 | 2011 | 2014 | 2016 | 2019 | 2021 | 2024 |